# ウラン濃縮
ウラン濃縮（ウランのうしゅく）とは、核分裂性のウラン235の濃度を高めること。ウラン238とウラン235の同位体分離作業となる。

## 概要
天然ウランには、核分裂を起こさない同位体としてウラン238（238U）が99.3%、核分裂を起こすウラン235（235U）が0.7%含まれている。
ウラン238とウラン235は、中性子3個分のわずかな質量差によって区別することができるが、化学的性質等にほとんど差異は無い。そこで、ガス拡散法や遠心分離といった質量差を利用した技術により、同位体分離される。他にも、レーザー法、ノズル法、化学法（イオン交換法）などがある。
ウラン濃縮の工程から得られる生成物は、ウラン235の割合が高められた濃縮ウランと、ウラン235の割合が減じられた減損ウランに分けられる。天然ウラン中のウラン235の濃度 (0.7%) を超え、20%以下の生成物を低濃縮ウラン、濃度が20%を超える生成物を高濃縮ウランという。また、天然ウランよりもウラン235の濃度が低いウランを減損ウランといい、特にウラン235をほとんど含まないウランを劣化ウランという。
ウラン濃縮を行う意義は、ウラン燃料をより臨界させやすい状態に加工することにある。天然ウランを核燃料として利用できる原子炉は、黒鉛炉や重水炉に限られる。この炉型の原子力発電所は、ウラン原産国や重水生産国によって運転されている場合がほとんどで、基数にして全体の2割ほどしか建設されていない。低濃縮ウラン燃料を必要とするのは、主に軽水炉と呼ばれる原子炉である。中性子吸収が大きい軽水を減速材として用いるため、核分裂を維持するには濃縮度3%から5%程度のウラン燃料が必要になる。この炉型の原子力発電所は、安全性や経済性で総合的に有利になる場合が多いため、積極的に建設する国が増えている。従って、原子力産業における低濃縮ウランの需要は極めて高い。
ウラン濃縮における運用上の問題点は、核拡散の懸念である。原子力発電所で用いる低濃縮ウラン燃料と、原子爆弾に用いる高濃縮ウラン燃料の製造工程が原理的に同じであるため、ウラン濃縮に関わる物資や技術のみならず、運営そのものが厳しい監視下に置かれている。ウラン濃縮を行うには、高度な技術力と膨大な資金が必要なほか、多くの国際的な規制が伴うため、国家権力の下で行われるのが一般的である。

## 濃縮法
供給流としてウランガスを用いる場合、ウランを完全に気化させなければならないが、気化に必要な温度（約3,800℃）を維持することは技術的に困難である。そこで、ウラン金属をフッ素 (F) と化合させ、六フッ化ウラン（UF6）とすることで、およそ57℃で気化させることができる。フッ素には、フッ素19（19F）以外の安定同位体が存在しないため、フッ素化合物として同位体分離を行っても質量誤差が生じない。六フッ化ウランは、まずウランとフッ素ガスを化合させて五フッ化ウラン（UF5）とした後、さらにフッ素と化合させることにより製造する。

### 熱拡散法
ウラン235とウラン238のわずかな質量差を利用した同位体分離法である。真空筒内に注入した六フッ化ウランのガスを加熱することでガスが上下に対流し、筒の上側に軽いウラン235、下側に重いウラン238が集まる仕組み。日本の原子爆弾開発である「ニ号研究」で試されたが、当時の劣悪な実験環境による技術的問題から実用化できなかった。

### ガス拡散法
ウラン235とウラン238のわずかな質量比による拡散速度の差異を利用した同位体分離法である。圧縮機（コンプレッサー）によって、気化した六フッ化ウランを隔壁の設けられた気室に送り出し、内部で拡散させる。隔壁には数十Åの孔が無数に空いており、質量の小さいウラン235の化合物がわずかに多く孔を通り抜けるため、隔壁を通すことで元のガス流よりもわずかにウラン235の比率が多い濃縮流を得ることができる。拡散を一回行う場合の理想の分離係数（濃縮度）は
{\displaystyle a={\sqrt {352/349}}=1.00429}
　
であるが、実際には1.003倍程度になる。
こうして得られた濃縮流をさらに同じ工程にかけることによってガスのウラン235比率を上げて行く。
同時に、減損流（隔壁を通過せずウラン235の比率が減少したガス流）にも多くのウラン235が残されているため、施設をカスケードで構成し、減損流を再度濃縮工程にかける工夫が施されている。具体的には、本来廃棄される減損流を一段階前の濃縮工程の入力として再利用することである。
ガス拡散法では、原子炉で用いる濃縮度3%の低濃縮ウランを生成するにもカスケードを数百段以上組む必要があるため、消費電力、所要時間、ともに膨大になる。しかし、最も初期（第二次世界大戦中）に生産実証されたウラン濃縮技術であるため工業実績が高く、現在でもいくつかの濃縮プラントが稼働を続けている。

### 遠心分離法

遠心分離法。水色の丸はウラン235、青色の丸はウラン238

ウラン235とウラン238のわずかな質量差を利用した同位体分離法である。気化した六フッ化ウランを遠心分離装置内で高速回転させると、質量の大きいウラン238は壁側に、質量の小さいウラン235は軸側に集まる。しかし、遠心分離機は高速回転しているため、回転軸付近の圧力はきわめて低く、そのままでは質量の小さいウラン、つまり濃縮ガスを回収できない。回転胴内には濃縮、減損ガスを回収するために、スクープと呼ばれる管が、上下端板付近に挿入されている。これらの構造を適当に選ぶと、向流とよばれる一種の対流が励起される。また回転軸方向に温度勾配をつけることによっても向流を生成できる。向流のため、濃縮ガスと減損ガスは、動径方向ではなく軸方向に分離され、上下端板付近からスクープで回収される。遠心分離機の分離係数は、理論的には回転胴の長さと、回転円筒の周速度の4乗に比例する。より高い分離係数を得るには回転胴を長くすればよいが、機械振動による共振問題が生じる。分離効率は回転数が高いほど向上する為、共振点を超えた回転数（スーパークリティカル）で運転するのが一般的である。もっとも、遠心分離大国であるロシアでは、サブクリティカルで、かつ胴長の短い、つまり低性能の遠心分離機を、多段に重ねて、多数台配置するという手法を採用している。遠心分離法はガス拡散法と比較すると、反復回数は30分の1以下に、濃縮に要するエネルギーは10分の1以下に抑えられる。設備容量の拡大が容易という利点もあり、ガス拡散法にかわる濃縮プラントとして実績をあげている。
日本では、日本原燃株式会社が青森県上北郡六ヶ所村大字尾駮字野附において、1992年より同方式によるウラン濃縮工場を操業している。

### レーザー原子法
ウラン235とウラン238のわずかな吸収スペクトルの違いを利用した同位体分離法である。ウラン235を選択的に励起し電離させた後、正電荷となったウランを陰電極に回収する。ウランを電離するのに必要なエネルギーは6.18eVであるが、ウラン235とウラン238の吸収スペクトルの差が極めて小さいため、ウラン235のみを電離するには詳細な選択励起を行わなければならない。詳細な選択励起が可能な吸収線はエネルギー値が小さく、電離に要する十分なエネルギーを与えることが出来ないため、詳細な選択励起が可能な光線から、エネルギー値の高い光線までを3段階に分けて照射し、徐々にウラン235を励起していく方法がとられる。まず、詳細な選択励起が可能な0.5μｍの可視光線を用いて初期励起を行い、続いてわずかにエネルギー値の高い選択線を用いて中間励起を行う。最終励起には、6.18eVを上回り、未励起のウラン238を電離することのない光線を照射し、ウラン235のみを電離させる。以上の記述は3段階3波長方式に関するものだが、中間励起を省略した2段階2波長方式もある。
日本においては、1976年より日本原子力研究所（現・日本原子力研究開発機構）が基礎研究を行い、電気事業連合会加盟の電力会社を中心として、1987年に設立された「レーザー濃縮技術研究組合」において実証研究が進められた。参画したメーカーは、株式会社日立製作所、三菱重工業株式会社、株式会社東芝、三菱電機株式会社である。米国においては、ローレンス・リバモア国立研究所が開発を行い、その技術はアメリカ合衆国燃料公社（USEC）に移管されたが、同社は経済性から同技術を採用せず、オーストラリアのSilex Systems社が開発した技術を採用した。
回収方法には、固体法と液体法があるが、装置内のウランガス温度は2,800Kほどあるため、耐久性の高い構造材を用いなければならない。

### レーザー分子法
ウラン235とウラン238のわずかな吸収スペクトルの違いを利用した同位体分離法であり、沸点の低い六フッ化ウランを用いる点で原子法と異なる。数段階に分けてウラン235を選択励起する方法は原子法と大きな違いはないが、原子法はウラン原子の電離を、分子法はフッ素原子の解離を目的とする。選択励起には、吸収スペクトルの差が1/1000と最も大きい16μｍ付近の赤外レーザーを用いる。六フッ化ウランの沸点はおよそ330Kであるが、冷却膨張により数十～数百Ｋの過冷却状態を短時間維持する。過冷却状態の六フッ化ウランに赤外レーザーを照射し選択励起を行い、続いて強力な赤外レーザー、または紫外レーザーを照射し、フッ素の化学結合を切断する。解離された五フッ化ウラン（ウラン235の化合物）は固体である為、サイクロンなどを用いて回収される。
日本においては、理化学研究所と動力炉・核燃料開発事業団（現・日本原子力研究開発機構）が実証研究を行っていた。

### エアロダイナミック法
エアロダイナミック法は、LIGAプロセスとボルテックスチューブによる分離プロセスとを利用した技術である、ドイツのカールスルーエ原子核研究所（KfK）の E. W. Becker、W. Ehrfeld らが開発したベッカージェットノズル技術を組み込んだものである。LIGAプロセスで製造された流体素子の一種でこれらの気体流体力学的分離方法は圧力勾配で噴出すガスの遠心力を用いる。通常の遠心分離法に比べ、可動部がない。キャリアガスに水素もしくはヘリウムを用いて6フッ化ウランを高速で流路に流す。南アフリカのUranium Enrichment Corporation of South Africa (UCOR)はen:Helikon vortex separation processを元に分離ノズルを開発してブラジル核開発公社が主導する合弁企業NUCLEIによってブラジルにプラントが建設された。可動部が少なく構造が単純だが、流路抵抗が大きい。両方の方法ともエネルギー消費が多く、多くの廃熱を出すが現在も使用されている。

### 化学法
同位体効果による酸化/還元の反応速度差で異なる価のイオン間で濃度比にわずかな差が生ずる。それをイオン交換樹脂を利用して分離する。ある一定の濃度以上には濃縮できないので核拡散防止の観点からも注目されている。日本で研究が進んだ。

### プラズマ分離法
プラズマ分離法Plasma separation process (PSP)とは超伝導磁石とプラズマ物理を用いた分離法である。原理はサイクロトロンでプラズマ化された235U同位体を分離する。フランスがこの形式を開発してRCIと呼んだ。RCIは1986年、縮小され、計画は1990年まで延長されたが、RCIは今でも安定同位体の分離に使用されている。

### 電磁濃縮法

ウラン同位体の分離法の原理。軌道と直交する強力な磁場でイオンにローレンツ力がかかり、重いウラン-238は外側に、内側では軽いウラン-235(濃紺)の濃度が高くなる。

イオン化して軌道に直交した磁場により飛行するイオンにローレンツ力が働き、質量の大きいウラン238は遠心力で外側の軌道、軽いウラン235は内側の軌道を通る。質量分析器と同じ原理。アーネスト・ローレンスにより考案され、マンハッタン計画で使用された。遠心分離に比べて可動部がなく、電力は大量に必要だが、装置の精度は低くても稼働させることができる。マンハッタン計画時には電磁石に用いる銅の使用が制限されていたので、国立銀行から銀を借りて質量分析器カルトロンを建造した。銀線の方が電気抵抗が少なく多少たりとも消費電力削減に貢献した。構造は単純だが、電力消費が他の方法よりも格段に大きいため、他の濃縮方法が実用化した現在においては実用には適さないとされるが、高度な技術がなくても建造できる。

## 生成物

### 濃縮ウラン
ウラン235の濃度が天然ウラン (0.7%) のそれを超えるものをいう。濃度によって用途が異なるが、濃縮度3%から5%の低濃縮ウランは原子炉の核燃料として、濃縮度90%を超える高濃縮ウランは兵器用の核燃料として使用される。

### 劣化ウラン
ウラン235の濃度が天然ウラン (0.71%) のそれを下回るものをいう。減損ウランとも。0.2％程度が一般的。ウラン濃縮の工程を経ると、必然的にウラン238の比率の高いウランが生成される。核分裂性のウラン235の濃度を高めることは、ウラン燃料として優れたように変化させたことになり、残りの235濃度を減じた部分は劣るように変化させるので劣化ウランと呼ばれる。注意すべきはウラン238自体も放射性元素であり核分裂反応を起こすことである。しかし、核分裂反応の閾値が高く、分裂時に放出される中性子のエネルギーがこの閾値に及ばないために連鎖反応が生じにくいことから、非核分裂性であるとされている。
ウラン238が高速中性子を吸収した結果生成されるプルトニウム239は、核燃料として利用される。
ウラン濃縮の副生成物として発生する劣化ウランは高速増殖炉のブランケット燃料やMOX燃料の材料として用いられるほか、密度の高さからヘリコプターのローターのバランスウェイトなどとして使われたり、密度の高さと発火性から兵器の弾体（劣化ウラン弾）としても使用されている。また将来的には大規模蓄電施設の劣化ウラン式レドックス・フロー電池に需要が発生する可能性がある。ウランには、人体に対する放射能毒性および重金属毒性があり、その粉塵を吸引することによる健康被害が懸念されている。